# Paratryphera grandis
Paratryphera grandis là một loài ruồi trong họ Tachinidae.